# پادگان ۱۹۵۳۳
سیارک ۱۹۵۳۳ (به انگلیسی: 19533 Garrison، نامگذاری:1999GM35) نوزده هزار و پانصد و سی و سومین سیارک کشف شده‌است که در ۷ آوریل ۱۹۹۹ کشف شد.
قدر مطلق سیارک برابر ۱۵٫۱ است.